# Queer
Queer (tiếng Anh: kì lạ, khác thường) là thuật ngữ chung chỉ những người không phải hoặc không coi bản thân là dị tính hoặc hợp giới. Từ này trong tiếng Anh vốn có nghĩa là "khác biệt", "kỳ lạ", nhưng từ cuối thế kỷ 19 nó bị sử dụng để gọi cộng đồng LGBT một cách miệt thị. Vào cuối những năm 1980, các nhà hoạt động nhân quyền đã đấu tranh để đưa nó trở về với định nghĩa mang tính trung lập hoặc tích cực.
Trong thế kỷ 21, từ queer dần trở nên phổ biến để mô tả những bản dạng giới tính hoặc xu hướng tình dục không theo chuẩn dị tính. Các ngành học thuật ra đời sau này như lý thuyết queer hay nghiên cứu queer đều định nghĩa thuật ngữ này có tính đối lập với hệ nhị nguyên giới và những chuẩn mực thông thường. Nghệ thuật queer, văn hóa queer và những nhóm chính trị queer là các ví dụ điển hình về việc thể hiện bản sắc queer hiện đại.
Dù vậy, cách gọi queer vẫn gây ra một số chỉ trích. Một số người trong cộng đồng LGBT cho rằng thuật ngữ này mang tính thông tục và có phần miệt thị, số khác đánh giá đây là một tên gọi mơ hồ, chỉ là nhất thời và không có tính bền vững.
Queer đôi khi cũng được mở rộng để gọi bất kỳ khuynh hướng tình dục nào không theo chuẩn mực, bao gồm cả dị tính queer.

## Văn hoá và chính trị
Một vài tổ chức vận động vì quyền LGBT trên thế giới sử dụng từ queer như Queer Cyprus Association (Hiệp hội Queer Síp) ở Síp hay Queer Youth Network (Mạng lưới Thanh niên Queer) ở Anh Quốc. Loạt sự kiện diễu hành tự hào đồng tính ở Ấn Độ có các lễ hội Queer Azaadi Mumbai và Delhi Queer Pride Parade. Việc sử dụng queer và viết tắt Q cũng phổ biến ở Úc, có thể kể đến như cổng hỗ trợ và tư vấn Qlife và kênh tin tức QNews.